# Вариация поворота кривой
Вариация поворота кривой — интеграл кривизны кривой по её длине. 

## Определение
Вариация поворота кривой {\displaystyle \gamma } на плоскости или в пространстве определяется как точная верхняя грань суммы внешних углов вписанной в {\displaystyle \gamma } ломаной.
В случае если кривая {\displaystyle \gamma } замкнута, вписанная ломаная также предполагается замкнутой.

### Замечания
- Если {\displaystyle \gamma \colon [a;\,b]\to \mathbb {E} ^{d}} гладкая кривая, параметризованная длиной, {\displaystyle \kappa (s)} — её кривизна, то вариация поворота  равна интегралу модуля кривизны:
{\displaystyle \int \limits _{a}^{b}|\kappa (s)|\cdot ds.}

- Вариация поворота гладкой регулярной кривой {\displaystyle \gamma \colon [a;\,b]\to \mathbb {E} ^{d}} можно также определить как длину её касательной индикатрисы; то есть кривой {\displaystyle \tau (s)\colon [a;\,b]\to \mathbb {S} ^{d-1}} образованной единичными касательными векторами {\displaystyle \tau (s)={\tfrac {{\dot {\gamma }}(s)}{|{\dot {\gamma }}(s)|}}}.

## Свойства
- Теорема Фенхеля о повороте кривой: Вариация поворота любой замкнутой кривой не менее {\displaystyle 2{\cdot }\pi }. Более того, в случае равенства кривая является плоской и выпуклой.
- Теорема Фари — Милнора о повороте узла: Вариация поворота любого узла больше {\displaystyle 4{\cdot }\pi }.
- Неравенство ДНК. Если замкнутая плоская кривая лежит в выпуклой фигуре с периметром {\displaystyle 2{\cdot }\pi } то её длина не превосходит её вариацию поворота.[1]
- Теорема Усова о геодезической: Вариация поворота геодезической на графике выпуклой функции {\displaystyle f\colon \mathbb {R} ^{2}\to \mathbb {R} } не превосходит её удвоенной константы Липшица.[2]
- Угловая длина замкнутой кривой относительно произвольной точки не превосходит её вариации поворота.[3]
- Вариация поворота кратчайшей на замкнутой выпуклой поверхности ограничена универсальной константой.[4]

## Вариации и обобщения
- Для плоских кривых, у кривизны можно определить знак и определить поворот кривой как интеграл кривизны с знаком. Теорема о повороте кривой является дифференциальногеометрическим аналогом теоремы о сумме углов многоугольника.